# Frederick Engel Jeltsema

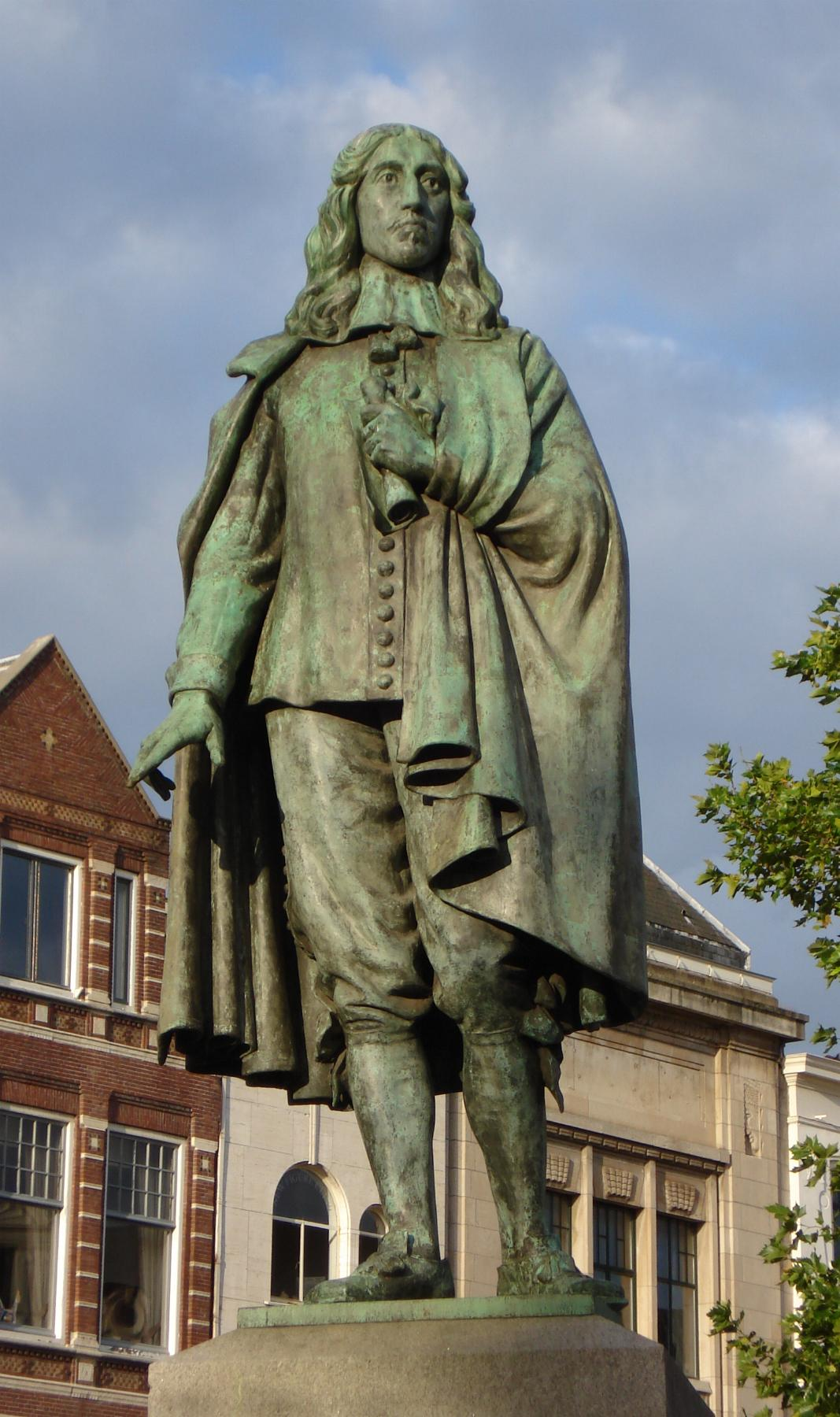
Monumento a Johan de Witt en La Haya.

Friedrich Engels (FRE) Jeltsema (Uithuizen, 4 de octubre de 1879 - La Haya, 1971) fue un pintor y escultor de los Países Bajos. 

## Vida y obra
Jeltsema fue al nacer registrado por el médico como una chica, causando incertidumbre en la población. Esta ambigüedad se dilucido en el plano legal en 1906, sólo a través de la administración, sin la intervención médica, cuando Jeltsema contaba 26 años. No era ni un homosexual o transexual, como a veces se piensa. Más tarde se casó dos veces. 
Jeltsema siguió  entre 1892-1896 un curso en la Academia Minerva en la ciudad de Groningen. A continuación, siguió una formación inicial del profesorado de dibujo, pero luego optó por la formación como escultor en la Academia Estatal de Artes Visuales en Ámsterdam (1899-1902). Fue alumno del escultor Ferdinand Leenhoff, que contó con la amistad de Jeltsema. En 1902 obtuvo el Premio de  Roma. En ese contexto, tomó una pasantía en el taller del fabricante de medallas francés Capellán. 
Durante la pasantía,  como extranjero fue llamado para el diseño de la medalla de honor. Realizó este trabajo en el estudio del pintor Geesje Mesdag-van Calcar, con quien mantuvo la amistad durante toda su vida. Geesje era la viuda del pintor Taco Mesdag, hermano de Hendrik Willem Mesdag.

## Obras
Jeltsema ha trabajado en estilo clásico, principalmente los materiales de piedra arenisca, mármol y bronce. Normalmente realizando figuras humanas. La estatua de Johan de Witt (1916) en su ciudad natal, junto a la prisión de La Haya, y el niño sentado en la Plaza de Emma en Groningen, son obras del escultor. Para la entrada lateral del Ayuntamiento de Róterdam, Jeltsema hizo a los estudiantes con los libros, y en el lado sur a los estudiantes con la bolsa de lápices. 
De sus medallas, la más famosa fue acuñada para la ceremonia de conmemoración de la donación al departamento de pintura del Museo de Mesdag las obras de la pareja Hendrik Willem Mesdag - Sientje Mesdag-van Houten.